# Morti nel 1979/Maggio
| Questa pagina contiene informazioni ricavate automaticamente dalle voci biografiche con l'ausilio del template Bio e di un bot. L'aggiornamento è periodico e automatico e ricostruisce completamente la pagina. Se manca una persona in questa lista, sei pregato di non aggiungerla, ma accertati piuttosto che la sua voce biografica contenga il template Bio e che i dati anagrafici siano correttamente compilati. Se il template Bio manca, inseriscilo tu stesso o, in alternativa, metti l'avviso {{tmp\|Bio}} che ne segnala la mancanza. Se i dati riportati sono sbagliati, correggi direttamente la voce biografica; le modifiche saranno visibili in questa lista entro pochi giorni. Per chiarimenti vedi il progetto biografie. La lista contiene solo le 84 persone che sono citate nell'enciclopedia e per le quali è stato implementato correttamente il template Bio. Pagina aggiornata al 3 mar 2024. |

- 1º maggio - Bronisław Gimpel, violinista e insegnante statunitense (n. 1911)
- 1º maggio - Hans Hecker, generale tedesco (n. 1895)
- 1º maggio - Taisto Mäki, mezzofondista finlandese (n. 1910)
- 1º maggio - Sérgio Paranhos Fleury, ufficiale brasiliano (n. 1933)
- 2 maggio - Giulio Natta, ingegnere chimico italiano (n. 1903)
- 2 maggio - Goliardo Padova, pittore italiano (n. 1909)
- 3 maggio - Erin O'Brien-Moore, attrice statunitense (n. 1902)
- 4 maggio - Mario Piave, attore italiano (n. 1940)
- 5 maggio - Bertie Fulton, calciatore nordirlandese (n. 1906)
- 5 maggio - Hilda Heinemann,  tedesca (n. 1896)
- 5 maggio - Rudolf Pfeiffer, filologo classico e grecista tedesco (n. 1889)
- 5 maggio - Allene Ray, attrice statunitense (n. 1901)
- 6 maggio - Milton Ager, compositore statunitense (n. 1893)
- 6 maggio - Rosemary LaPlanche, modella statunitense (n. 1923)
- 6 maggio - Karl Wilhelm Reinmuth, astronomo tedesco (n. 1892)
- 7 maggio - Heinz Reinefarth, generale e criminale di guerra tedesco (n. 1903)
- 7 maggio - Sven Utterström, fondista svedese (n. 1901)
- 7 maggio - Axel Wikström, fondista svedese (n. 1907)
- 8 maggio - Mohammad Reza Ameli Tehrani, politico e medico iraniano (n. 1927)
- 8 maggio - Gholamreza Kianpour, politico iraniano (n. 1928)
- 8 maggio - Georges Lampin, regista, sceneggiatore e attore francese (n. 1901)
- 8 maggio - Talcott Parsons, sociologo statunitense (n. 1902)
- 8 maggio - Javad Saeed, politico iraniano (n. 1923)
- 8 maggio - Victor Saville, regista, sceneggiatore e produttore cinematografico britannico (n. 1895)
- 9 maggio - Antonio Bacchetti, allenatore di calcio e calciatore italiano (n. 1923)
- 9 maggio - Francesco Borello, calciatore italiano (n. 1902)
- 9 maggio - Habib Elghanian, imprenditore e filantropo iraniano (n. 1912)
- 9 maggio - Eddie Jefferson, cantante statunitense (n. 1918)
- 9 maggio - Gabriel Ramanantsoa, generale e politico malgascio (n. 1906)
- 10 maggio - Antun Augustinčić, scultore croato (n. 1900)
- 10 maggio - István Bibó, avvocato e politico ungherese (n. 1911)
- 10 maggio - Hans Bjerrum, hockeista su prato danese (n. 1899)
- 10 maggio - Charles Frankel, filosofo, diplomatico e docente statunitense (n. 1917)
- 10 maggio - Ita Rina, attrice jugoslava (n. 1907)
- 11 maggio - Joan Chandler, attrice statunitense (n. 1923)
- 11 maggio - Barbara Hutton, socialite statunitense (n. 1912)
- 11 maggio - Carlo Ravasio, politico, poeta e giornalista italiano (n. 1897)
- 12 maggio - Pietro Gallinotti, liutaio italiano (n. 1885)
- 12 maggio - Leonardantonio Sforza, politico italiano (n. 1899)
- 13 maggio - Predrag Đajić, calciatore jugoslavo (n. 1922)
- 13 maggio - Ileana Sărăroiu, cantante rumena (n. 1936)
- 14 maggio - Zvonimir Cimermančić, calciatore jugoslavo (n. 1917)
- 14 maggio - Josef Kitzmüller, calciatore austriaco (n. 1912)
- 14 maggio - Viktor Novikov, gesuita russo (n. 1905)
- 14 maggio - Heinz Pollay, cavaliere tedesco (n. 1908)
- 14 maggio - Jean Rhys, scrittrice britannica (n. 1890)
- 15 maggio - Giuseppe Brancale, scrittore italiano (n. 1925)
- 15 maggio - Luigi Savini, attore e direttore del doppiaggio italiano (n. 1891)
- 15 maggio - Elemér Somfay, multiplista ungherese (n. 1898)
- 15 maggio - Curtis Stevens, bobbista statunitense (n. 1898)
- 16 maggio - William Stephen Finsen, astronomo sudafricano (n. 1905)
- 16 maggio - Robert Florey, sceneggiatore, regista e attore francese (n. 1900)
- 16 maggio - Luigi Gallino, calciatore italiano (n. 1901)
- 16 maggio - Max Niederbacher, calciatore tedesco (n. 1899)
- 16 maggio - Asa Philip Randolph, sindacalista e attivista statunitense (n. 1889)
- 16 maggio - Alberto Tedeschi, giornalista, editore e traduttore italiano (n. 1908)
- 17 maggio - Donyale Luna, supermodella e attrice statunitense (n. 1945)
- 18 maggio - Volodymyr Ivasjuk, cantautore, compositore e poeta sovietico (n. 1949)
- 18 maggio - Paul Southwell, politico nevisiano (n. 1913)
- 19 maggio - Sigfrid Lundberg, ciclista su strada svedese (n. 1895)
- 19 maggio - Ed Souza, calciatore statunitense (n. 1921)
- 19 maggio - Carlo Trabucco, giornalista, scrittore e politico italiano (n. 1898)
- 21 maggio - Blue Mitchell, trombettista statunitense (n. 1930)
- 22 maggio - Kurt Jooss, ballerino e coreografo tedesco (n. 1901)
- 23 maggio - Francesco Giorgio Bettiol, politico e antifascista italiano (n. 1897)
- 23 maggio - Nora Dumas, fotografa ungherese (n. 1890)
- 23 maggio - Romualdas Murauskas, pugile lituano (n. 1934)
- 24 maggio - Jan Arvan, attore statunitense (n. 1913)
- 24 maggio - André Luguet, attore, regista e sceneggiatore francese (n. 1892)
- 25 maggio - Jadwiga Głażewska, cestista, pallamanista e discobola polacca (n. 1914)
- 25 maggio - Amedeo Gordini, operaio italiano (n. 1899)
- 25 maggio - Philippe Halsman, fotografo statunitense (n. 1906)
- 25 maggio - Wibs Kautz, cestista statunitense (n. 1915)
- 25 maggio - Hans-Ullrich Sandig, astronomo tedesco (n. 1909)
- 26 maggio - George Brent, attore irlandese (n. 1899)
- 27 maggio - Bolesław Habowski, calciatore polacco (n. 1914)
- 27 maggio - Tom Herron, pilota motociclistico britannico (n. 1948)
- 28 maggio - Frank Fredrickson, hockeista su ghiaccio e allenatore di hockey su ghiaccio canadese (n. 1885)
- 28 maggio - Henry Johansson, hockeista su ghiaccio svedese (n. 1897)
- 29 maggio - Marino Facchin, pugile italiano (n. 1913)
- 29 maggio - Mary Pickford, attrice e produttrice cinematografica canadese (n. 1892)
- 29 maggio - Gerald Tucker, cestista e allenatore di pallacanestro statunitense (n. 1922)
- 30 maggio - Nicola De Simone, calciatore italiano (n. 1954)
- 31 maggio - Franco Colella, pittore italiano (n. 1900)